# Lauren Lamb-Wolfe
Lauren Lamb-Wolfe (ur. 6 września 1977) – amerykańska zapaśniczka. Piąta na mistrzostwach świata w 1995, 1997 i 1999. Czwarta w Pucharze Świata w 2001. Najlepsza na mistrzostwach panamerykańskich w 1998 roku.